# Rentz (Georgia)
Rentz ist eine City in Laurens County, Georgia. Die Bevölkerung betrug 304 Einwohner bei der Volkszählung 2000. Er ist Teil des Dublin Micropolitan Statistical Area.

## Geschichte
Gegründet wurde der Ort von dem aus Dublin stammenden Sägewerkbesitzer E.P. Rentz zu Beginn des 20. Jahrhunderts. Es gab auch eine Bahnverbindung von Rentz nach Dublin die erstmals zweimal täglich ab dem 29. Juni 1904 ihren Betrieb aufnahm.

## Fläche
Nach Angaben des United States Census Bureau hat die Stadt eine Fläche von 1,0 Quadrat-Meilen (2,7 km ²).

## Bevölkerungsentwicklung
Nach der Volkszählung von 2020 gab es 312 Personen, 111 Haushalte und 94 Familien in der Stadt. 32,4 % aller Haushalte waren Singlehaushalte und in 19,7 % lebten Menschen, die 65 Jahre oder älter waren. Die durchschnittliche Haushaltsgröße betrug 2,14 und die durchschnittliche Familiengröße betrug 2,65.
In der Stadt setzt sich die Bevölkerung zusammen aus 19,1 % unter 18 Jahre alt, 6,9 % 18 bis 24, 24,3 % 25 bis 44, 24,0 % 45 bis 64, und 25,7 % waren 65 Jahre oder älter. Das Durchschnittsalter betrug 45 Jahre. Auf 100 weibliche Personen kamen 91,2 Männer. Auf 100 Frauen im Alter von 18 Jahren oder darüber kamen 87,8 Männer. Das jährliche Durchschnittseinkommen eines Haushalts in der Stadt betrug $ 25.000, das Durchschnittseinkommen einer Familie betrug $ 41.250.  Das Pro-Kopf-Einkommen der Stadt war $ 16.427. Über 13,0 % der Familien und 18,5 % der Bevölkerung lebten unterhalb der Armutsgrenze, davon waren 24,3 % Jugendliche unter achtzehn Jahren und 22,7 % der Befragten fünfundsechzig oder älter.